# Нови Двур Гдански
Нови Двур Гда̀нски (на полски: Nowy Dwór Gdański; на немски: Tiegenhof) е град в Северна Полша, Поморско войводство. Административен център е на Новодвурски окръг, както и на градско-селската Новодвурска община. Заема площ от 5,07 км2. Към 2011 година населението му възлиза на 9 904 жители.